# Blanvalet-Verlag
Blanvalet ist ein deutscher Verlag mit Sitz in München, der 1935 in Berlin gegründet wurde und heute Teil der Penguin Random House Verlagsgruppe ist (Bertelsmann Verlagskonzern). Blanvalet veröffentlicht Titel der Unterhaltungsliteratur und Sachbücher als Hardcover und seit 1998 auch Taschenbücher. Einer breiten Öffentlichkeit wurde der Verlag erstmals mit der Romanreihe Angélique bekannt. Zu den neueren Autoren gehören zum Beispiel Charlotte Link, Marc Elsberg, Karin Slaughter, Diana Gabaldon oder George R. R. Martin.

## Geschichte
Lothar Blanvalet gründete am 1. April 1935 in Berlin den nach ihm benannten „Buchwarte-Verlag Lothar Blanvalet“. Bereits zuvor war er im Buchhandel tätig gewesen und Blanvalet lieferte auch nach der Beginn der eigenen Verlagstätigkeit weiterhin Bücher anderer Verlage aus. Der Unternehmenssitz befand sich in der Friedrichstraße 19. 1936 erfolgte die Verlegung in die Saarlandstraße 31. Der Betrieb wurde 1937 als Einzelunternehmen ins Handelsregister eingetragen. Zum Verlagsprogramm gehörten humoristische Werke, darunter die Bücher von Jonny Liesegang in Berliner Mundart, die das Schicksal einer Familie vor dem Hintergrund des Krieges schilderten: Det fiel mir uff, Det fiel mir ooch noch uff, Da liegt Musike drin und Familie Pieselmanns Feldpostbriefe. Auch Abenteuerromane und Kinderbücher wurden verlegt. Während des Zweiten Weltkriegs erschienen von 1943 an viele Titel als Feldpostausgabe und erreichten daher hohe Auflagen. Autoren dieser Zeit waren unter anderem Adele Sandrock, Fred Endrikat, Top Naeff, Emil Belzner und Aribert Wäscher. Als Karikaturist gestaltete unter anderem Horst von Möllendorff Bücher des Verlags. Besonders populär war der 1941 bei Buchwarte erschienene Roman Ohm Krüger von Joachim Barckhausen. Im Mai 1942 war der Verlag erstmals in der Sperrliste des Börsenblatts für den Deutschen Buchhandel verzeichnet, in der Verlage meldeten, dass sie Buchbestellungen vorerst nicht mehr bedienen konnten. In den folgenden Jahren kam es zu weiteren Einträgen dieser Art.
Nach Ende des Zweiten Weltkriegs erhielt der Verleger im Januar 1946 die Lizenz, seine Tätigkeit wieder aufzunehmen. Das Programm konzentrierte sich auf Belletristik – vor allem Kriminal- und Abenteuerromane – sowie Kunstbücher und Grafiken. Die ersten Titel, die bei Blanvalet erschienen, waren Hinein! des Fußballspielers Hanne Sobek, Nueces und Shorty, Spuren im Cañon, Die goldene Hölle, Die schwarzen Berge von Clarence E. Mulford und Land ohne Frau von Armin Otto Huber. Neben deutschen Autoren wie Albrecht Haushofer (Moabiter Sonette) verlegte Lothar Blanvalet vor allem auch amerikanische Literatur, zum Beispiel William Maxwell mit Junges Blatt am Baum oder Ben Lucien Burman mit Der große Strom.
1954 startete Blanvalet unter dem Namen Blanvalet-Sport-Taschenbücher ein Programm, das aufgrund mangelnden Erfolgs nach zwei Ausgaben eingestellt wurde. Größere Nachfrage erfuhr dagegen der Titel Der Weltraum rückt uns näher von Donald E. Keyhouse. Kommerziellen Erfolg verzeichnete der Blanvalet Verlag mit den ab 1956 erschienenen Angélique-Romanen. Die deutsche Fassung wurde bei Blanvalet noch vor dem französischen Original veröffentlicht, bis Ende 1963 erreichten die ersten vier Romane der Reihe eine Auflage von über 680.000 Stück. 1965 entwickelte sich um die Angélique-Reihe eine Kontroverse zwischen Blanvalet und Bertelsmann: Das Unternehmen hat den Roman als Werbeprämie für neue Mitglieder des Bertelsmann Leserings angeboten, was Blanvalet als überraschende Vereinnahmung kritisierte. Der Verlag lehnte eine Kooperation mit Bertelsmann seit Ende der 1950er Jahre ab und vergab Lizenzen für Romane von Anne Golon an Konkurrenten des Leserings.
1973 begann Blanvalet, Lizenzen seiner erfolgreichsten Werke für Taschenbücher zu vergeben, unter anderem an den Rowohlt Verlag. 1974 verkaufte Lothar Blanvalet sein Unternehmen aus Altersgründen an die Verlagsgruppe Bertelsmann, um nach eigener Aussage die „Fortführung seines verlegerischen Lebenswerks“ sicherzustellen. Zuvor war der Sitz des Verlags bereits von Berlin nach München verlegt worden. Lothar Blanvalet verstarb am 17. Januar 1979 in Berlin. Zusammen mit den Verlagen Penhaligon und Limes bildet Blanvalet heute eine verlegerische Einheit innerhalb der Verlagsgruppe Random House.

## Programm

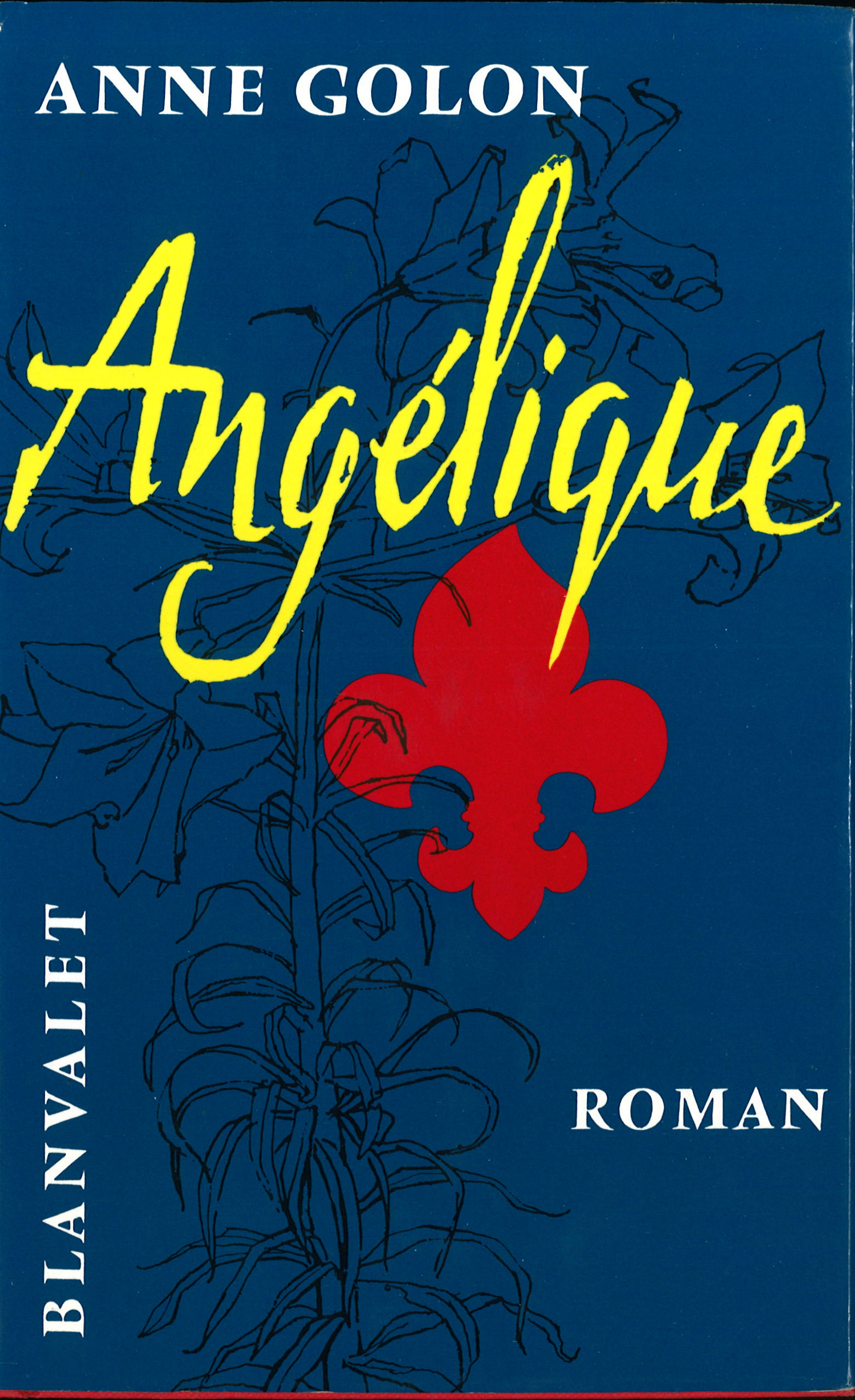
Angélique (1956)

Zu den bekannteren Autoren der 1980er und 1990er Jahre zählen Sidney Sheldon, Ruth Rendell, Elizabeth George und Diana Gabaldon. Blanvalet veröffentlichte zunächst vor allem Hardcover. 1996 beteiligte sich der Verlag neben Albrecht Knaus, Goldmann und Siedler am Taschenbuchverlag btb, seit 1998 veröffentlicht Blanvalet auch selbst Taschenbücher. Im Buchhandel werden der Blanvalet Verlag sowie der Blanvalet Taschenbuch Verlag als selbstständige Einheiten mit den Verlagsnummern 442 beziehungsweise 7645 geführt. 2014 befand sich Blanvalet sowohl im Hardcover- als auch im Taschenbuchranking auf dem dritten Rang der größten deutschsprachigen Verlage. Heute umfasst das Programm von Blanvalet sämtliche Bereiche der Belletristik sowie unterhaltende Sachbücher. Das Programm ist in die Bereiche „Spannung“, „Bestseller Frauenunterhaltung“, „Historische Romane“, „Sachbuch“ sowie „Fantasy und Science Fiction“ strukturiert. Bekannt wurde Blanvalet in den letzten Jahren vor allem mit Bestsellern von Autoren wie zum Beispiel Charlotte Link, Marc Elsberg oder Karin Slaughter Dazu kommen Joanne K. Rowling, Nora Roberts, George R. R. Martin oder Susan Elizabeth Phillips.